# Ali Al Jallawi
Ali Saleh Al-Jallawi (en árabe: علي الجلاوي), es un poeta de Baréin (Manama,1975). Participó en más de un festival y recital poético en Gran Bretaña, Siria, Kuwait, Jordania, Yemen, Sudán y Baréin. Sus críticas al gobierno de Baréin lo condujeron a la cárcel entre 1995 y 1998. Su obra más conocida es el poemario Dilmuniyat.

## Biografía
Ali Al Jallawi. Nacido en Manama, (Baréin) en 1975, comenzó a escribir poesía muy pronto, con 14 años. En esta temprana edad sus poemas se caracterizan por el tratamiento de la revolución y lo político como ejes primarios. Debido, precisamente, a un poema en el que criticaba el régimen político de su país es arrestado con tan solo 17 años. En 1995 es arrestado de nuevo y encarcelado hasta 1998.
Durante el tiempo que estuvo en prisión, Al Jallawi, leyó mucho y se instruyó en variadas temáticas. Su postura rígida ante la religión y la política van dejando paso a una intensa apertura intelectual, si bien ampliamente comprometida con el logro de un sistema político justo en su país.
Su poesía más reciente trata sobre temas orientados hacia la filosofía y el ser humano. Su trabajo más conocido es Dilmuniyat (Dilmun era el nombre de una antigua civilización de Bahrain). Además de escribir poesía dirige un centro de investigación dedicado a escribir sobre las minorías de Bahrain y las comunidades ignoradas por la historia “oficial”.

## Publicaciones
1. Wajhan li-mra’atin wahida, Dar Al Kunooz, Beirut.
2. Al ‘Isyan, Dar Al Mada, Syria.
3. Al Madina Al Akhira, Arab Foundation for Studies and Publication, Beirut.
4. Dilmuniyat I, Dar Aalia, Kuwait.
5. Dilmuniyat II, Dar Kan’aan, Syria. 
6. Dilmuniyat (ambas partes, nueva edición),Ministerio de Cultura, Yemen, 2004.